# 7592 Takinemachi
7592 Takinemachi eller 1992 WR3 är en asteroid i huvudbältet som upptäcktes den 23 november 1992 av den japanska astronomen Satoru Otomo i Kiyosato. Den är uppkallad efter den japanska staden Takine.
Den tillhör asteroidgruppen Eunomia.